# Panis et Circencis
"Panis et Circencis" é uma canção de autoria de Caetano Veloso e Gilberto Gil gravada em 1968 pelos Mutantes. A canção foi interpretada por Rita Lee, Arnaldo Baptista e Sérgio Dias Baptista, com arranjo em estilo rock psicodélico do maestro Rogério Duprat. Foi lançada como a canção de abertura do álbum Os Mutantes de 1968 (álbum de estréia do grupo Os Mutantes). No mesmo ano, com um arranjo ligeiramente diferente, também foi lançada como a terceira faixa do álbum-manifesto Tropicalia ou Panis et Circencis.

## Sobre o título
O título da canção é dado com grafias diferentes em diferentes fontes. Na contracapa do álbum Tropicalia ou Panis et Circencis, aparece como "Panis et Circencis", refletindo a grafia do álbum; porém, no selo do disco, a expressão é grafada "Panis et Circenses". Esta última grafia também é utilizada tanto na contracapa quanto no selo do disco de Os Mutantes.
O título é derivado da expressão de origem latina panem et circenses, que significa, literalmente, "pão e circos" (figurativamente, "jogos/diversões"), no caso acusativo. Esta é uma expressão encontrada na linha 81 da Sátira X, poema do início do século II atribuído a Juvenal. No poema, o escritor faz críticas ao povo romano, que abdicou da liberdade de escolher seus representantes políticos e se contentou em ter apenas pão (distribuição de grãos da cura annonae de forma subsidiada ou gratuita para a plebe, prática que já era feita durante a República Romana, mas se intensificou no Império) e jogos (espetáculos gratuitos para a população nos circos, em geral corridas de ou eventos atléticos). A expressão latina, geralmente enunciada em português como "pão e circo", passou a designar políticas populistas feitas com o único intuito de conseguir votos ou apoio popular.
A expressão "panis et circensis" seria a tradução literal da expressão "pão e circo" em caso nominativo - enunciação em português da política. Já "panis et circenses" seria a tradução literal de "pão e circos" em caso nominativo - mais adequada à enunciação latina da política. A palavra "circencis" é considerada cacografia pela gramática padrão do latim.

## Interpretação
Lançada em plena ditadura militar no Brasil, a letra da música é frequentemente interpretada como uma crítica aos valores culturais da sociedade da época que reprimiam as transformações e mudanças aspiradas pela juventude. As transformações reclamadas, contudo, não seriam exclusivamente políticas, mas também de referências estéticas e culturais.

## Outras gravações
A canção foi regravada pelo grupo Boca Livre para o álbum homônimo Boca Livre de 1983. Também foi gravada por Marisa Monte e lançada como a faixa de abertura do álbum Barulhinho Bom - Uma Viagem Musical de 1996. Em 2012 foi gravada por Gilberto Gil em seu álbum ao vivo Concerto de Cordas & Máquinas de Ritmo.